# Élection présidentielle américaine de 1872
L'élection présidentielle américaine de 1872 se solda par la réélection du président républicain Ulysses S. Grant contre son concurrent libéral républicain Horace Greeley, soutenu par le parti démocrate.
Greeley décéda entre le jour du vote des citoyens et celui du collège électoral. Les grands électeurs qui avaient été désignés pour le soutenir votèrent donc pour d'autres candidats.

## Désignation des grands électeurs
Tous les anciens États confédérés ayant été réintégrés, les trente-sept États de l'Union participèrent à la désignation des grands électeurs.
Au total, 366 grands électeurs furent désignés, mais, pour des raisons diverses liées notamment au contentieux, seuls 352 votes furent pris en compte.
Le XVe amendement, adopté en 1870, et qui interdisait toute discrimination vis-à-vis des Noirs pour l'obtention du droit de vote, eut une influence considérable sur la composition du corps électoral. Il fut cependant contrebalancé, dans le Sud, par l'acte d'amnistie du 23 mai 1872, qui redonnait leurs droits civiques à la quasi-totalité des anciens confédérés (et notamment les quelque 150 000 anciens soldats de la Confédération), à l'exclusion d'environ 500 responsables politiques et militaires.

## Investiture des candidats

### Parti républicain libéral

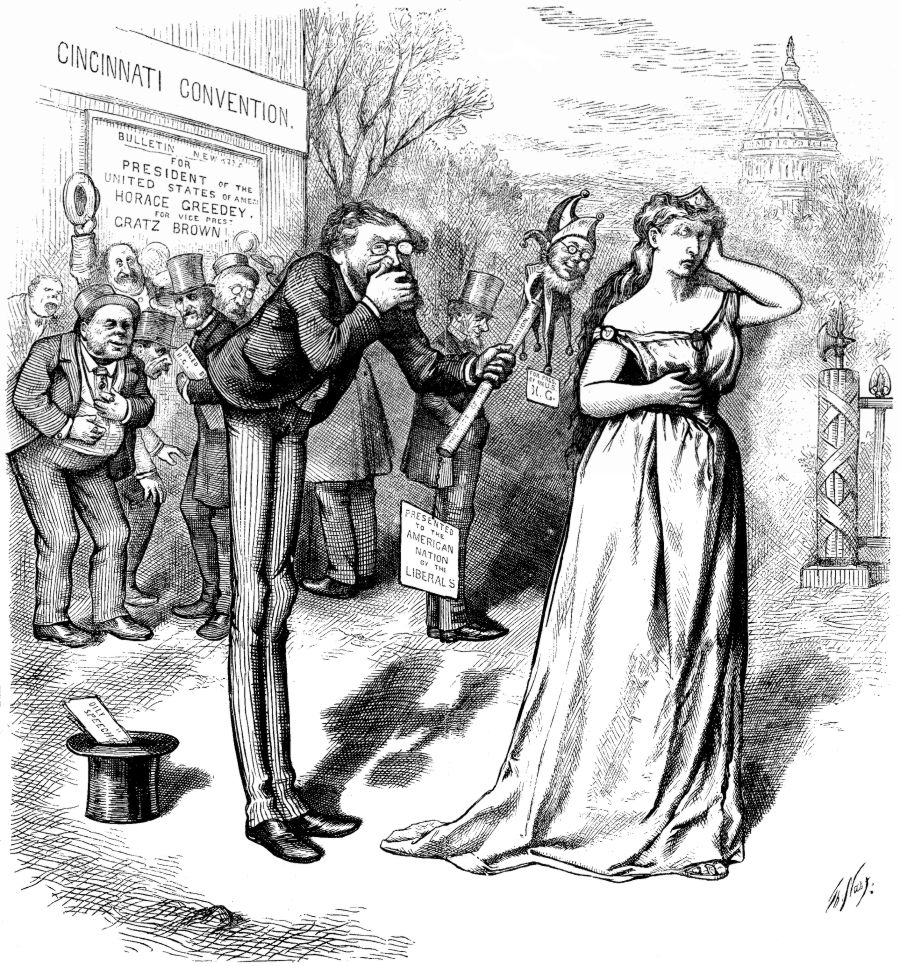
Caricature de Thomas Nast (favorable à Grant), qui montre Carl Schurz offrant à Columbia une marotte surmontée de l'effigie d'Horace Greeley.

La naissance du Parti républicain libéral se situe au Missouri, en 1870. Par la suite, ce parti prit une dimension nationale, du fait des oppositions fortes existant désormais au sein du Parti républicain. C'est en janvier 1872 que le sénateur du Missouri Carl Schurz lança un appel à la constitution d'un parti républicain libéral national, qui conduisit à la convention nationale de Cincinnati.
Le fond de l'opposition entre les républicains libéraux et Grant reposait sur deux piliers. Le premier était la question de la Reconstruction. Contrairement à Grant, les républicains libéraux estimaient que cette question n'était plus d'actualité, et qu'il convenait de sceller définitivement la réconciliation entre nord et sud. L'autre était en partie lié : il s'agissait de la remise en cause du système des « dépouilles » qui donnait au parti emportant les élections la possibilité de désigner qui il voulait aux différents emplois publics, y compris au plus bas de l'échelle, et qui avait conduit, selon eux, la présidence Grant à connaître un niveau très élevé de corruption. Ce constat était encore plus vrai dans les États soumis à la reconstruction, et donc partiellement sous administration militaire.
Au-delà, les républicains libéraux définirent un programme électoral qu'on pourrait effectivement qualifier de radical, ou libéral avancé : libre-échange, étalon-or, création d'un enseignement public financé par l'arrêt des subventions aux écoles catholiques, fin de la présence militaire dans les États du sud, remise en cause de l'expansionnisme et du bellicisme qui marquaient le discours présidentiel depuis l'élection de Grant.
La convention nationale républicaine libérale se déroula donc le 1er mai 1872 à Cincinnati. Aucun candidat ne s'imposait avant sa tenue. Carl Schurz, en effet, ne remplissait pas les conditions pour être président des États-Unis, car il était né hors du territoire national (à Liblar, act. Erftstadt, non loin de Cologne, en Allemagne).
Le président de la Cour suprême Salmon Chase, qui avait manqué l'investiture républicaine et l'investiture démocrate en 1868, était sur les rangs, mais âgé et de santé de plus en plus fragile.
Benjamin Gratz Brown, gouverneur du Missouri, avait été sollicité, mais ne semblait pas vouloir s'investir dans cette campagne. Horace Greeley, le rédacteur en chef du très influent New-York Tribune, manquait, lui, d'expérience aux affaires : élu lors d'une élection partielle représentant de New York en décembre 1848, comme Whig, il ne siégea que jusqu'au renouvellement du Congrès, en mars 1849.
Deux candidats semblaient cependant se détacher du lot. Le premier était Charles Francis Adams, fils du président John Quincy Adams, et petit-fils du président John Adams. Il avait été candidat à la vice-présidence comme free-soiler en 1848, et avait siégé au Congrès comme représentant républicain du Massachusetts de 1859 à 1861, avant d'assurer, pendant sept ans, la tâche diplomatique la plus prestigieuse de l'époque, celle d'ambassadeur à Londres. Si ses compétences étaient inattaquables, son style très aristocratique, qui lui fit refuser de mener réellement campagne au sein du parti, et son anglophilie lui valurent de réelles inimitiés au sein de la Convention.
L'autre était le juge à la Cour suprême David Davis, qui avait été un proche d'Abraham Lincoln. Il était cependant suspect de n'être pas un véritable républicain, mais plutôt proche de l'aile la plus réformiste des démocrates, et fut l'objet d'attaques très vives à ce sujet. Sa personnalité très exubérante et tonitruante, témoignant d'un certain goût pour la boisson, acheva de le discréditer auprès d'un nombre important de délégués à la convention.
Le premier tour de scrutin confirma la place de favori d'Adams, qui reçut 205 voix. Greeley, qui reçut 147 suffrage, fut un étonnant second. Un candidat surprise, l'ancien sénateur de l'Illinois (1855-1873) et coauteur du XIIIe amendement Lyman Trumbull, obtint 110. Derrière eux, Gatz Brown, avec 95 voix, devançait encore Davis, dont la candidature, avec 92 voix, était clairement rejetée.
Brown, déjà peu motivé, en profita pour abandonner la compétition et se désister en faveur de Greeley, non par adhésion, mais pour barrer la route à Charles Francis Adams, qui était soutenu par le principal concurrent local du gouverneur, le sénateur Schurz. Greeley se retrouva ainsi très légèrement en tête au second tour de scrutin. La compétition resta très serrée jusqu'au cinquième tour de scrutin, où le résultat d'Adams, arrivé deuxième avec 324 voix contre 334 à Greeley, acheva de convaincre certains de ses soutiens qu'il n'avait aucune chance de l'emporter.
Les délégations du Minnesota et de Pennsylvanie l'abandonnèrent au tour suivant, apportant leur soutien à Greeley, qui fut désigné par 482 voix contre 187 à Adams.
L'investiture de Greeley surprit tout le monde. Si on l'imaginait bien vice-président, personne ne pensait que sa personnalité très originale (il était végétarien et pratiquait le spiritisme…) ne serait pas un obstacle à l'investiture. Sans compter que Greeley avait toujours soutenu le protectionnisme, alors que le programme du parti était farouchement libre-échangiste.
Presque pour compenser, la convention désigna le très convenable Gratz Brown comme candidat à la vice-présidence.

### Parti républicain
La convention nationale républicaine se réunit les 5 et 6 juin à Philadelphie. Purgé de son opposition interne, le parti était aux mains des républicains radicaux, qui avaient cependant accepté de mettre de l'eau dans leur vin, notamment sur la question de l'amnistie, mais qui firent adopter un programme soutenant les XIVe et XVe amendements, l'égalité des droits, et une politique de soutien aux anciens combattants (de l'Union).
Ulysses S. Grant fut investi par acclamation pour un second mandat. La compétition fut en revanche plus rude pour l'investiture à la vice-présidence.
Le sortant, Schuyler Colfax, s'était en effet aliéné le soutien de Grant, car il avait publiquement indiqué qu'il serait candidat à l'investiture si Grant ne se représentait pas, ce que ce dernier interpréta sans doute comme une remise en cause de son autorité sur les républicains.
Le premier tour de scrutin ne permit pas de départager Colfax, qui obtint 364,5 mandats de son concurrent, Henry Wilson, sénateur du Massachusetts, qui reçut 321,5 mandats, 66 mandats ne se portant sur aucun candidat.
Au second tour, Wilson obtint 400 voix, et était investi, tandis que Colfax n'en recevait que 322.

### Parti démocrate
La convention nationale démocrate se tint les 9 et 10 juillet à Baltimore. Elle ne dura que neuf heures, ce qui reste le record de brièveté d'une convention nationale pour les démocrates.
En l'absence de candidat susceptible de l'emporter, ceux-ci choisirent de faire de l'échec de Grant leur objectif principal. Bien qu'Horace Greeley ait été un des plus violents opposants aux démocrates dans les colonnes de son journal, ils décidèrent de suivre l'exemple du Missouri, où l'alliance qu'ils avaient nouée avec les républicains libéraux avait été victorieuse, et décidèrent à une très large majorité de soutenir Greeley (par 686 voix sur 724) et Brown (qui obtint 713 voix).
Au-delà, et bien qu'ils ne le reprirent pas, les démocrates considéraient que leur programme antireconstruction de 1868 se retrouvait dans la façon dont les républicains libéraux rejetaient la politique de Grant. Conscients de la faiblesse numérique du Parti républicain libéral, alors que les démocrates étaient fortement implantés dans tout le pays, ils pensaient qu'à terme, ce soutien leur permettrait de prendre le dessus sur leurs alliés dans une coalition victorieuse.
Cette décision ne fut cependant pas unanimement acceptée. Dans dix-huit États (Californie, Delaware, Illinois, Indiana, Iowa, Kansas, Kentucky, Michigan, Missouri, Caroline du Nord, Ohio, Oregon, Caroline du Sud, Texas, Vermont, Virginie, Virginie-Occidentale et Wisconsin), des démocrates dissidents proposèrent la candidature de Charles O'Connor (en), un juriste de New York qui s'était illustré comme défenseur des libertés des États et qui avait été l'avocat du président confédéré Jefferson Davis après la guerre de Sécession.
O'Connor refusa cette investiture, et ne fit pas campagne, mais sa candidature fut tout de même enregistrée.

### Parti de la prohibition
Le Parti de la prohibition avait été créé en 1869 par James Black (en), fondateur la Société nationale de tempérance, qui luttait depuis des années contre les ravages de l'alcool.
Sa première convention nationale se tint le 22 février 1872 à Columbus. Elle désigna James Blacks comme candidat à la présidence, et John Russel comme colistier.
Le Parti de la prohibition ne put cependant se présenter que dans trois États (Michigan, Ohio et Pennsylvanie).

### Parti de l'égalité des droits
La convention nationale du parti de l'égalité des droits, qui fut aussi sa convention constitutive, se réunit le 10 mai à New York.
De fait, la création de ce parti n'était qu'un épiphénomène de la campagne menée par la féministe Victoria Woodhull pour l'accession des femmes au droit de vote. Elle fut d'ailleurs désignée comme candidate à la présidence, avec comme colistier Frederick Douglass, un ancien esclave, militant républicain radical, qui refusa cette investiture et fit campagne pour Grant dans l'État de New York (il fit d'ailleurs partie du collège électoral et vota pour la réélection du président sortant).
Cette candidature ne fut cependant que symbolique. Le parti de l'égalité des droits fut incapable de fournir des bulletins de vote, et les bulletins manuscrits (autorisés par la loi dans la grande majorité des États) ne furent pas décomptés. De plus, Victoria Woodhull n'était alors âgée que de 34 ans, alors que l'âge minimum pour être élu président(e), et donc pour être candidat, était fixé à 35 ans.
En tout état de cause, Victoria Woodhull est considérée comme la première femme candidate à la présidence des États-Unis.

## Campagne électorale
La campagne électorale fut particulièrement rude. De part et d'autre, les coups bas se multiplièrent. Grant était dépeint par ses adversaires comme un alcoolique autoritaire et irascible, tandis que les républicains faisaient de Greeley un traître et un renégat.
De fait, les républicains étaient mieux organisés et plus unis que les républicains libéraux, peu nombreux, et dont beaucoup s'interrogeaient sur leur candidat. Grant put se permettre, comme il était d'usage à l'époque, de ne pas faire campagne et de laisser ses partisans occuper le terrain.
Greeley, en revanche, mena une campagne très active, courant septembre, période pendant laquelle il fit près de 200 discours. Mais, malheureusement pour lui, la plupart des thèmes qu'il développait ne trouvaient guère d'écho auprès de son public, ce qui fit penser qu'une telle débauche d'efforts était plutôt contre-productive.
Son colistier, le gouverneur Brown, ne fit pas mieux. Il s'illustra notamment par un discours qu'il prononça dans un état d'ébriété très avancée à l'université Yale.
Début octobre, l'épouse de Greeley tomba malade, ce qui donna un coup d'arrêt à sa campagne, alors même que le scandale du Crédit Mobilier d'Amérique, qui éclabousserait le vice-président sortant Colfax et le candidat républicain à sa succession, Wilson, commençait d'éclater.

## Résultats
Le président Grant fut très facilement réélu, emportant une majorité confortable du vote des citoyens, et ne laissant que six États à son concurrent.
Il est à noter, cependant, que la domination républicaine dans le sud « reconstruit » commençait à montrer des faiblesses, Grant n'obtenant, de fait, guère de voix en dehors de celles des anciens esclaves. La reconquête du Sud par les démocrates, malgré leur soutien à un candidat anti-esclavagiste, était en cours.
L'épouse de Greeley décéda quelques jours après l'élection. Greeley lui-même, épuisé par cette campagne à l'issue décevante, donna rapidement des signes de fatigue physique et mentale. Son état s'aggrava très rapidement, et il décéda le 29 novembre 1872, avant que le collège électoral se soit prononcé.
Les électeurs désignés pour soutenir Greeley se partagèrent donc entre plusieurs autres candidats, dont aucun, de toute façon, n'avait la moindre chance de l'emporter.
| Candidats                | Candidats                  | Candidats                                  | grands électeurs | Vote populaire | Vote populaire |
| À la présidence          | À la vice-présidence       | Parti                                      | grands électeurs | Voix           | %              |
| ------------------------ | -------------------------- | ------------------------------------------ | ---------------- | -------------- | -------------- |
| Ulysses S. Grant         | Henry Wilson               | Parti républicain                          | 286              | 3 598 235      | 55,6 %         |
| Horace Greeley           |                            | Coalition républicains libéraux/démocrates | 0                | 2 834 761      | 43,8 %         |
| Thomas Andrews Hendricks |                            | Parti démocrate                            | 42               |                |                |
| Benjamin Gratz Brown     |                            | Parti républicain libéral                  | 18               |                |                |
| Charles Jones Jenkins    |                            | Parti démocrate                            | 2                |                |                |
| David Davis              |                            | Parti républicain libéral                  | 1                |                |                |
|                          | Benjamin Gratz Brown       | Parti républicain libéral                  | 47               |                |                |
|                          | Alfred Holt Colquitt       | Parti démocrate                            | 5                |                |                |
|                          | George Washington Julian   | Parti républicain libéral                  | 5                |                |                |
|                          | Thomas E. Bramlette        | Parti démocrate                            | 3                |                |                |
|                          | John McAuley Palmer        | Parti démocrate                            | 3                |                |                |
|                          | Nathaniel Prentice Banks   | Parti républicain libéral                  | 1                |                |                |
|                          | William Slocum Groesbeck   | Parti républicain libéral                  | 1                |                |                |
|                          | Willis Benson Machen       | Parti démocrate                            | 1                |                |                |
| Charles O'Conor          | Charles Francis Adams, Sr. | Parti démocrate indépendant                | 0                | 18 602         | 0,3 %          |
| James Black              | John Russell               | Parti de la prohibition                    | 0                | 5 607          | 0,1 %          |
| Autres candidats         |                            |                                            |                  | 10 473         | 0,2 %          |
| Total                    | Total                      | Total                                      | 349              | 6 467 678      | 100,00 %       |

## Contestation des résultats
Bien que le sens de l'élection ne fût pas en jeu, cette élection donna lieu à un contentieux relativement important, qui entraîna l'annulation de plusieurs votes de grands électeurs :
- le vote de trois des onze électeurs de Georgie fut annulé car ils s'étaient portés sur Horace Greeley, qui était décédé, et donc non éligible au moment de l'élection (selon d'autres sources, les électeurs avaient voté blanc) ;

- le vote des six électeurs de l'Arkansas et des huit électeurs de Louisiane (qui s'était porté sur Grant), fut annulé pour cause d'irrégularités lors des élections ;

- le vote des électeurs du Texas et du Mississippi, qui avaient été contestés, fut finalement pris en compte par le Congrès.